# 2013 RM124
2013 RM124 est un objet en résonance 1:5 avec Neptune découvert en 2013.

## Caractéristiques
Le diamètre de 2013 RM124 est estimé à environ 99 kilomètres.